# Шницляйн, Адальберт
Адальберт Карл Фридрих Хелльвиг Конрад Шницляйн (нем. Adalbert Carl Friedrich Hellwig Conrad Schnizlein; 1814—1868) — немецкий (баварский) ботаник и фармацевт.

## Биография
Адальберт Шницляйн родился 15 апреля 1814 года в городе Фойхтванген в семье ботаника Вильгельма Шницляйна (1780—1856). Учился в школе в Ансбахе, в 1834 году поступил в Мюнхенский университет. В 1836 году получил степень доктора философии в Эрлангенском университете. Последующие несколько лет практиковался в Женеве, Шпайере и Майнбернхайме. В 1841—1842 продолжал обучение в Мюнхене. С 1843 года работал в аптеке в Эрлангене, в 1845 году стал хабилитированным аптекарем. В 1850 году Шницляйн был назначен профессором ботаники Эрлангенского университета, также работал директором Ботанического сада Эрлангена, сменив в этой должности Вильгельма Даниеля Йозефа Коха. Он продал свою аптеку и полностью посвятил себя науке.
Во время одной из ботанических экскурсий Шницляйн после неудачного прыжка повредил позвоночник. 24 октября 1868 года он скончался.
Собрание иллюстраций Шницляйна, издававшееся в четырёх частях с 1843 года, было в 1870 году закончено Августом Вильгельмом Эйхлером.
Основной гербарий Шницляйна был передан Эрлангенскому университету (ER).

## Некоторые научные работы
- Schnizlein, A. Iconographia familiarum naturalium regni vegetabilis. — Bonn, 1843—1870. — 4 vols.
- Schnizlein, A.; Frickhinger, C.A. Die Flora von Bayern. — Erlangen, 1847.
- Schnizlein, A. Analysen zu den natürlichen Ordnungen der Gewächse. — Erlangen, 1856—1858. — 60 p., 70 pl.
- Schnizlein, A. Uebersichtigen zun Studium der systematischen. — Erlangen, 1860. — 96 p.
- Schnizlein, A. Flore exotique. — Gand, 1867. — 139 p.
- Schnizlein, A. Botanik, als Gegenstand der allgemeinen Bildung. — Erlangen, 1868. — 134 p.

## Растения, названные в честь А. Шницляйна
- Schnizleinia Steud., 1841, nom. superfl. [≡ Trochiscanthes W.D.J.Koch, 1824]
- Schnizleinia Steud. ex Hochst., 1844, nom. illeg. [= Vellozia Vand., 1788]
- Schnizleinia Mart. ex Engl., 1872, nom. inval. [= Emmotum Desv. ex Ham., 1825]
- Sorbus schnizleiniana N.Mey., 2005